# De Eendracht (Kimswerd)
De Eendracht is een poldermolen bij de buurtschap Dijksterburen, ten zuidwesten van het Friese dorp Kimswerd in de Nederlandse gemeente Súdwest-Fryslân.

## Beschrijving
De Eendracht werd in 1872 gebouwd ten behoeve van de bemaling van de in dat jaar gereed gekomen polder met dezelfde naam. Tussen 1966 en 1975 was voor dat doel in de molen ook een dieselmotor aanwezig.
De Eendracht, die eigendom is van de Stichting De Fryske Mole, werd in 1975 gerestaureerd, waarbij het wiekenkruis Oudhollands werd opgehekt. De binnenroede van de molen is bij de restauratie van 1993 weer voorzien van het systeem Dekker met zelfzwichting; de buitenroede heeft Oudhollands hekwerk met zeilen. De Eendracht had sinds 1899 zelfzwichting en sinds 1940 Dekkerwieken.
Het Wetterskip Fryslân heeft de molen in 2006 aangewezen tot reservegemaal in geval van ernstige wateroverlast.